# Fenggang (socken i Kina, Henan)
Fenggang (kinesiska: 丰港, 丰港乡) är en socken i Kina. Den ligger i provinsen Henan, i den centrala delen av landet, omkring 330 kilometer sydost om provinshuvudstaden Zhengzhou. Antalet invånare är 37 744. Befolkningen består av 18 873 kvinnor och 18 871 män. Barn under 15 år utgör 26,0 %, vuxna 15-64 år 61 %, och äldre över 65 år 12,0 %.
Genomsnittlig årsnederbörd är 1 204 millimeter. Den regnigaste månaden är augusti, med i genomsnitt 201 mm nederbörd, och den torraste är januari, med 26 mm nederbörd.